# Bildtafel der Verkehrszeichen in Tschechien
Die Bildtafel der Verkehrszeichen in Tschechien zeigt die gegenwärtig gültigen Verkehrszeichen in Tschechien. In Form und Gestaltung orientieren sich die Verkehrszeichen an den Richtlinien und Vorlagen des Wiener Übereinkommens über Straßenverkehrszeichen. Aus Gründen der Verständlichkeit bestehen die Verkehrszeichen überwiegend aus allgemein bekannten Piktogrammen, nur in wenigen Fällen werden Begriffe in tschechischer Sprache verwendet.
Zusaetzlich gilt in Tschechien eine ganzjährige und ganztaegige Lichtpflicht für alle Fahrzeuge. Das bedeutet, dass das Abblendlicht immer eingeschaltet sein muss.

## Warnzeichen

A-1a Kurve (rechts)
A-1b Kurve (links)
A-2a Doppelkurve (zunächst rechts)
A-2b Doppelkurve (zunächst links)
A-3 Kreuzung
A-4 Achtung Kreisverkehr
A-5a Gefährliches Gefälle
A-5b Gefährliche Steigung
A-6a Fahrbahnverengung (beidseitig)
A-6b Fahrbahnverengung (einseitig rechts)
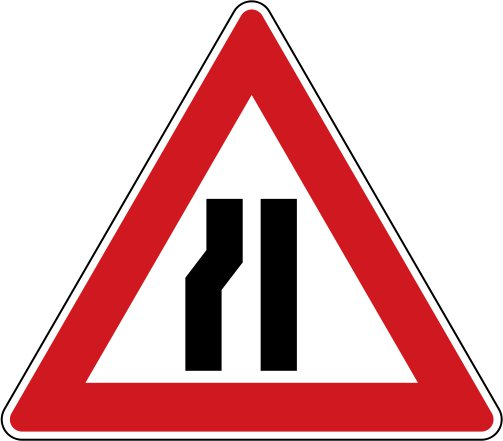
A-6b Fahrbahnverengung (einseitig links)
A-7a Fahrbahnunebenheit
A-7b Achtung, Bremsschwelle
A-8 Schleudergefahr
A-9 Gegenverkehr
A-10 Lichtzeichen
A-11 Achtung, Fußgängerübergang
A-12 Kinder
A-13 Tiere
A-14 Wild
A-15 Baustelle
A-16 Seitenwind
A-17 Splitt
A-18 Steinschlag (rechts)
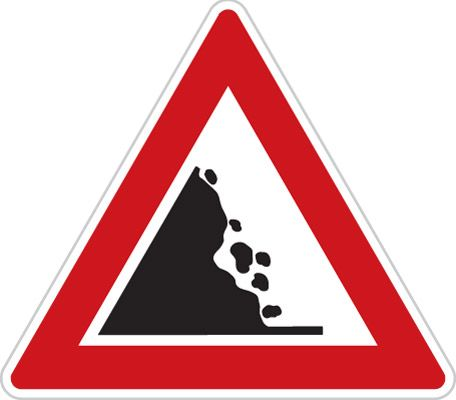
A-18 Steinschlag (links)
A-19 Radfahrer
A-20 Flugbetrieb
A-21 Achtung, Tunnel
A-22 Andere Gefahr
A-23 Stau
A-24 Glatteis
A-25 Straßenbahn
A-26 Nebel
A-27 Unfall
A-28 Unebene Bankette
A-29 Bahnübergang mit Schranken
A-30 Bahnübergang ohne Schranken
A-31a Drei Baken – Bahnübergang in 240m
A-31b Zwei Baken – Bahnübergang in 160m
A-31c Eine Bake – Bahnübergang in 80m
A-32a Andreaskreuz (eingleisiger Bahnübergang)
A-32b Andreaskreuz (mehrgleisiger Bahnübergang)
A-33 Bewegliche Brücke
A-34                                                                  Ufer

## Vorrangzeichen

P-1 Kreuzung mit Nebenstraße, Vorfahrt
P-2 Vorrangstraße
P-3 Ende der Vorrangstraße
P-4 Vorfahrt gewähren
P-5 Der Straßenbahn Vorfahrt gewähren
P-6 Halt, Vorfahrt gewähren
P-7 Gegenverkehr hat Vorrang
P-8 Vorrang gegenüber dem Gegenverkehr

## Verbots- und Beschränkungszeichen

B-2 Einfahrt verboten
B-1 Fahrverbot (in beiden Richtungen)
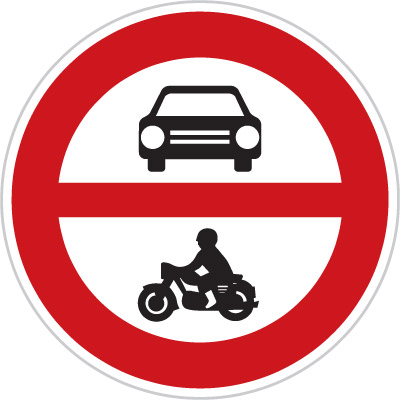
B-11 Fahrverbot für alle Kraftfahrzeuge
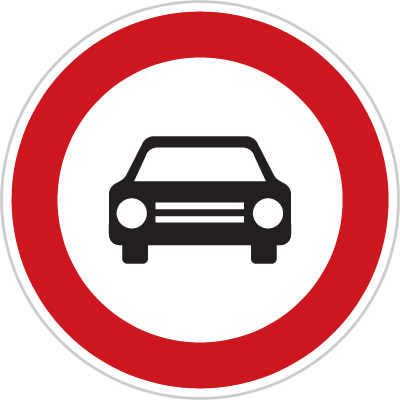
B-3a Fahrverbot für alle Kraftfahrzeuge außer einspurigen Motorrädern
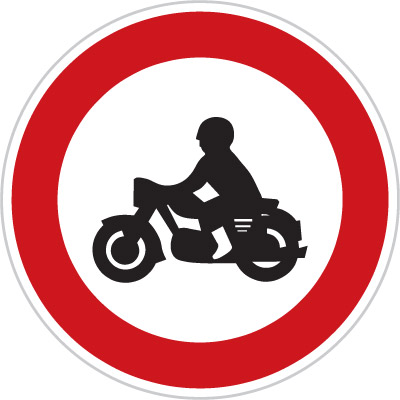
B-7 Fahrverbot für Motorräder
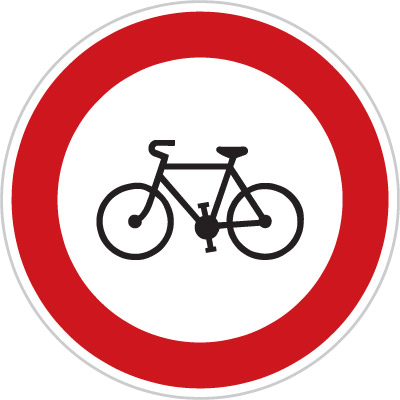
B-8 Fahrverbot für Fahrräder
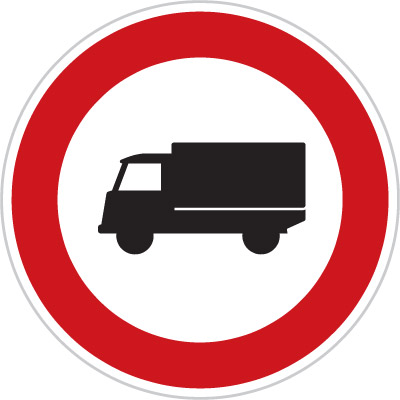
B-4 Fahrverbot für Lastkraftfahrzeuge
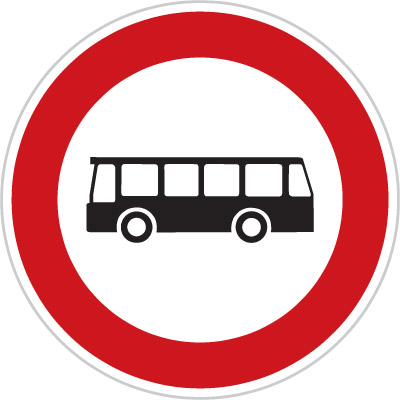
B-5 Fahrverbot für Omnibusse
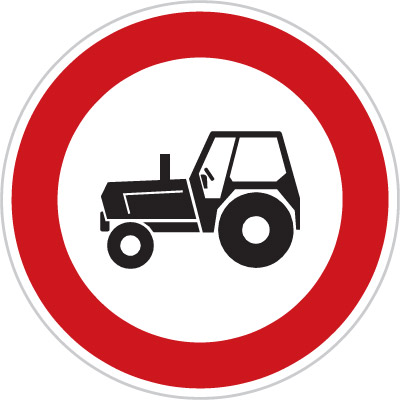
B-6 Fahrverbot für Traktoren
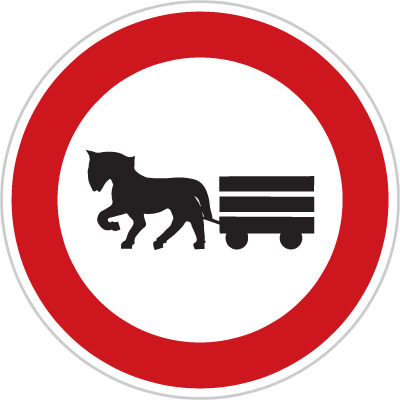
B-9 Fahrverbot für Fuhrwerke
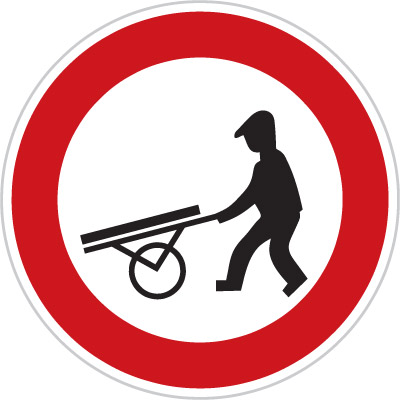
B-10 Fahrverbot für Handwägen
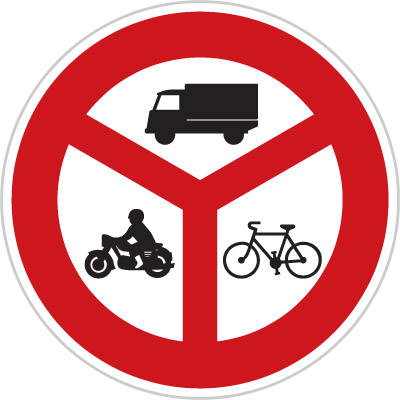
B-12 Fahrverbot für die abgebildeten Fahrzeuge
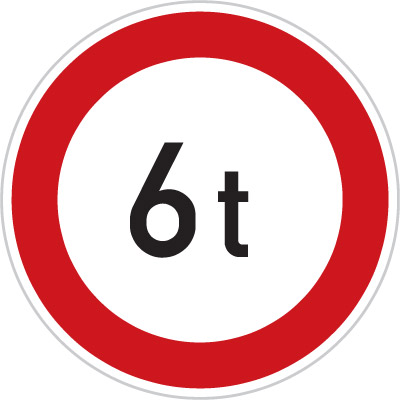
B-13 Fahrverbot mit über … Tonnen Gesamtgewicht
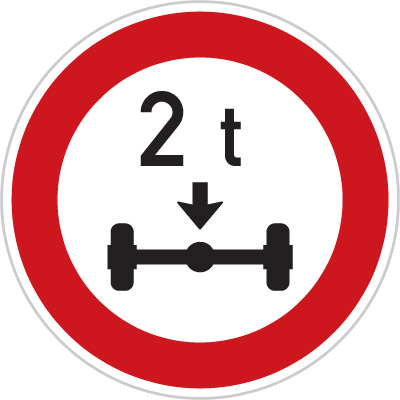
B-14 Fahrverbot mit über … Tonnen Achslast
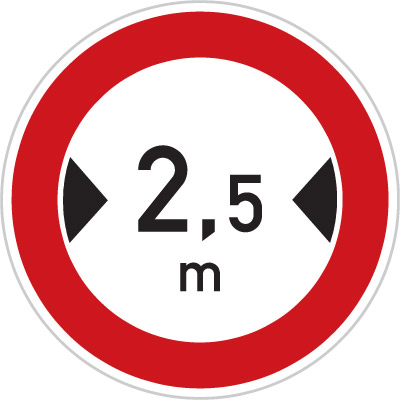
B-15 Fahrverbot für über … Meter breite Fahrzeuge
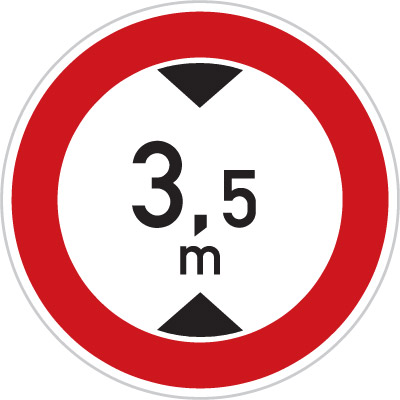
B-16 Fahrverbot für über … Meter hohe Fahrzeuge
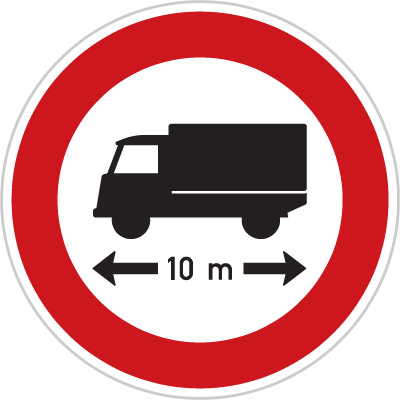
B-17 Fahrverbot für über … Meter lange Fahrzeuge
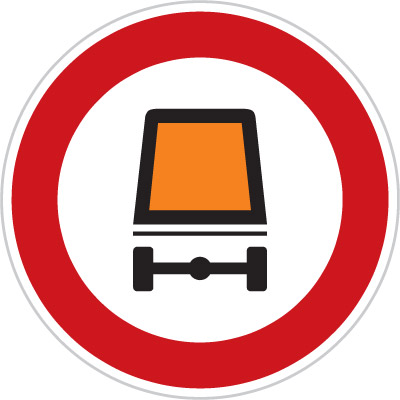
B-18 Fahrverbot für Kraftfahrzeuge mit gefährlichen Gütern
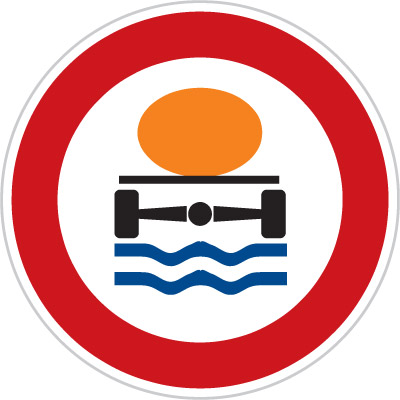
B-19 Fahrverbot für Kraftfahrzeuge mit Ladung, die Wasserverschmutzung verursachen kann
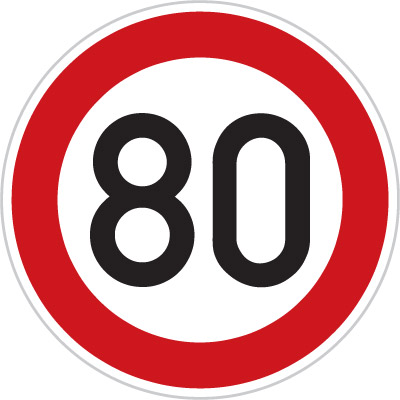
B-20a Erlaubte Höchstgeschwindigkeit
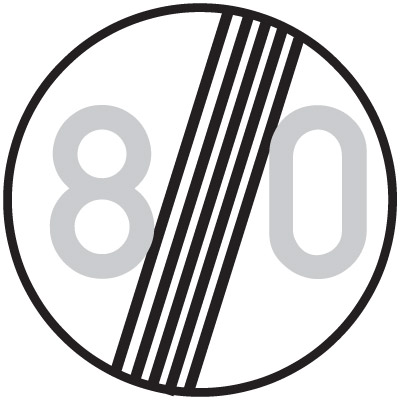
B-20b Ende der erlaubten Höchstgeschwindigkeit
B-21a Überholverbot
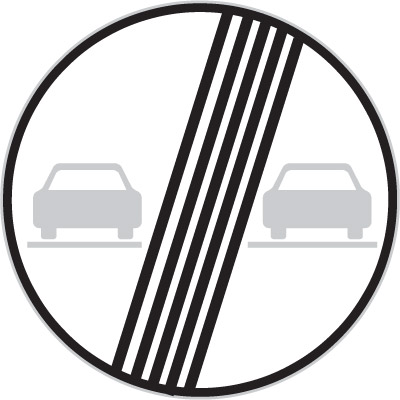
B-21b Ende des Überholverbotes
B-22a Überholverbot für Lastkraftwagen
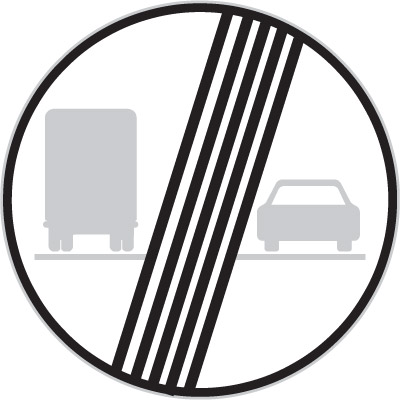
B-22b Ende des Überholverbotes für Lastkraftwagen
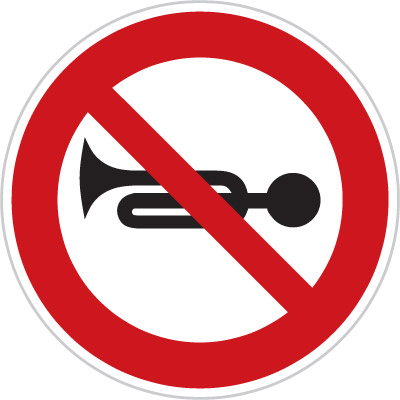
B-23a Hupverbot
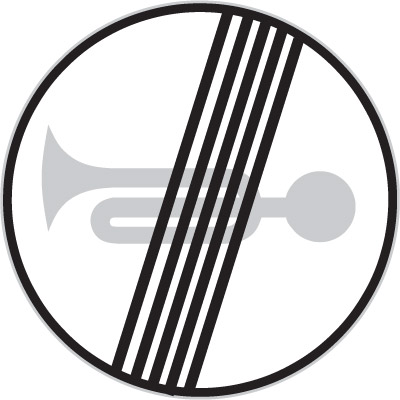
B-23b Ende des Hupverbotes
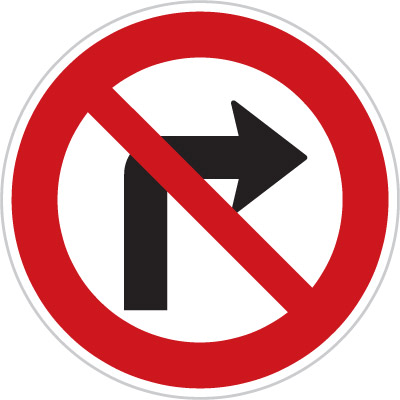
B-24a Einbiegen nach rechts verboten
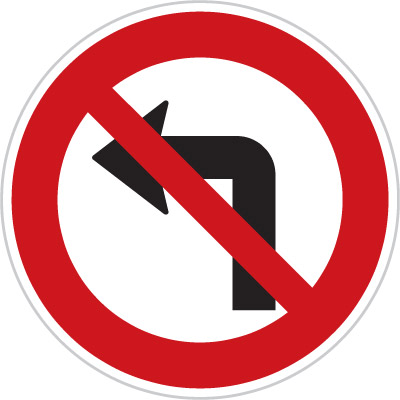
B-24b Einbiegen nach links verboten
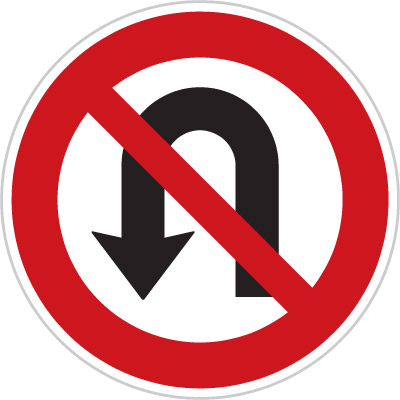
B-25 Umkehren verboten
B-26 Ende aller Verbote und Beschränkungen
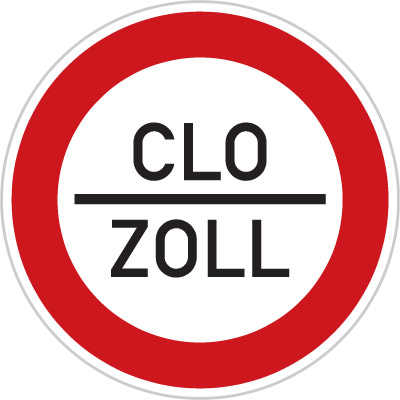
B-27 Halt Zoll
B-28 Halten verboten
B-29 Parken verboten
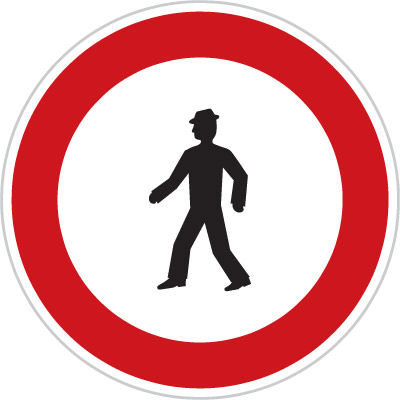
B-30 Verbot für Fußgänger
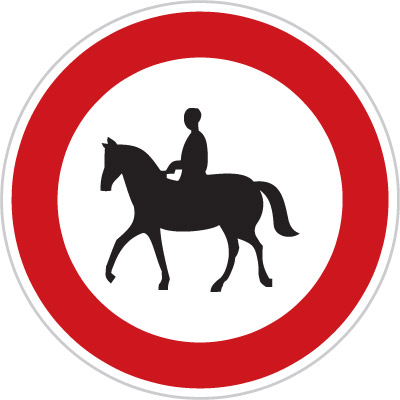
B-31 Reitverbot
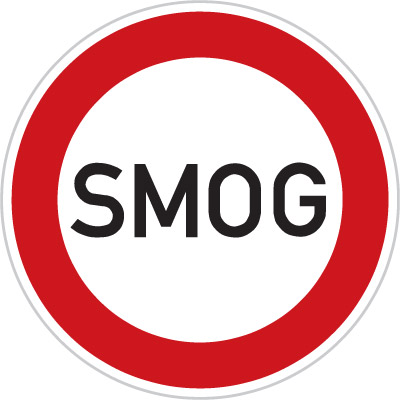
B-32 Anderes Verbot – Fahrverbot wegen Smog
B-32 Anderes Verbot – Durchfahrt verboten
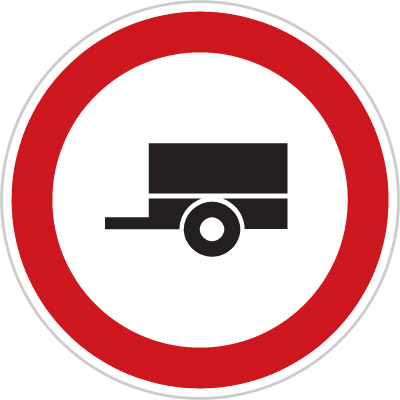
B-33 Fahrverbot für Kraftfahrzeuge mit Anhänger
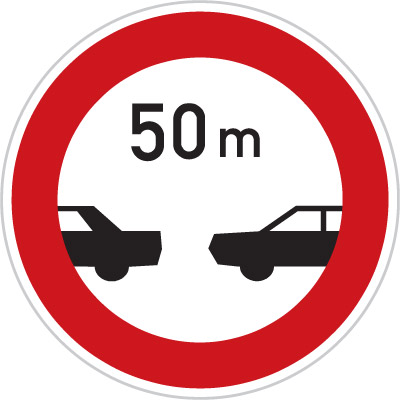
B-34 Mindestabstand

## Gebotszeichen

C-1 Kreisverkehr
C-2a Vorgeschriebene Fahrtrichtung: geradeaus
C-2b Vorgeschriebene Fahrtrichtung: rechts abbiegen
C-2c Vorgeschriebene Fahrtrichtung: links abbiegen
C-2d Vorgeschriebene Fahrtrichtung: geradeaus oder rechts rechtsabbiegen
C-2e Vorgeschriebene Fahrtrichtung: geradeaus oder links abbiegen
C-2f Vorgeschriebene Fahrtrichtung: rechts oder links abbiegen
C-3a Vorgeschriebene Fahrtrichtung: rechts
C-3b Vorgeschriebene Fahrtrichtung: links
C-4a Vorgeschriebene Fahrtrichtung: rechts vorbeifahren
C-4b Vorgeschriebene Fahrtrichtung: links vorbeifahren
C-4c Vorgeschriebene Fahrtrichtung: rechts oder links vorbeifahren
C-5a Schneekettenpflicht
C-5b Ende der Schneekettenpflicht
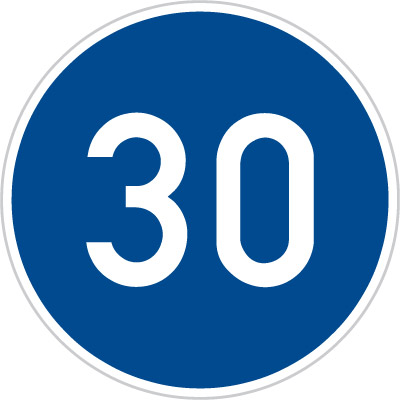
C-6a Vorgeschriebene Mindestgeschwindigkeit
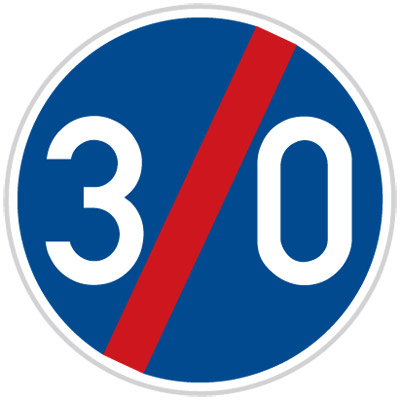
C-6b Ende der vorgeschriebenen Mindestgeschwindigkeit
C-7a Gehweg
C-7b Ende des Gehwegs
C-8a Radweg
C-8b Ende des Radwegs
C-9a Geh- und Radweg (gemeinsam)
C-9b Ende des Geh- und Radwegs
C-10a Geh- und Radweg (getrennt)
C-10b Ende des Geh- und Radweg
C-11a Reitweg
C-11b Ende des Reitwegs
C-12a Vorgeschriebener Fahrstreifen für Fahrzeugtyp
C-12b Ende des vorgeschriebenen Fahrstreifens
C-13a Licht einschalten
C-13b Licht einschalten Ende
C-14a Anderes Gebot – Radfahrer absteigen
C-14b Anderes Gebot Ende – Radfahrer absteigen
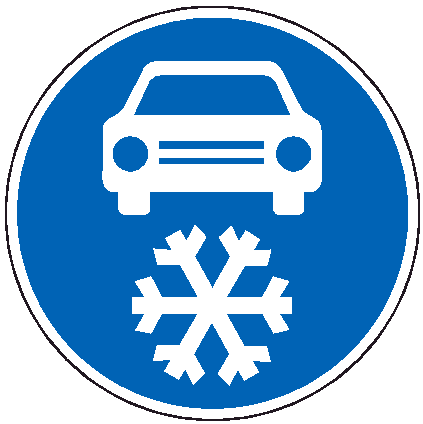
C-15a Winterreifen- oder Schneekettenpflicht
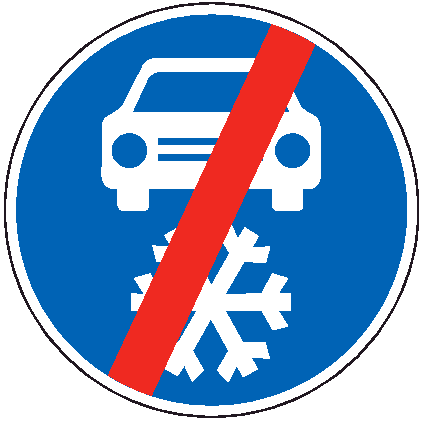
C-15b Winterreifen- oder Schneekettenpflicht Ende

## Hinweiszeichen

### Verkehrshinweise

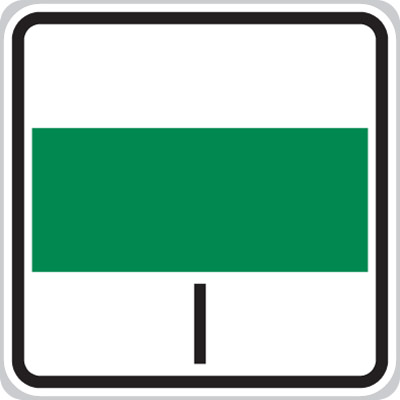
IP-1a Ringstraße
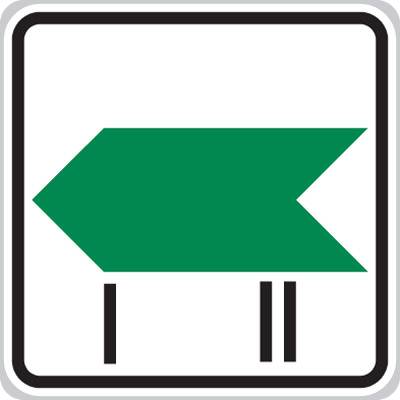
IP-1b Richtung der Ringstraße
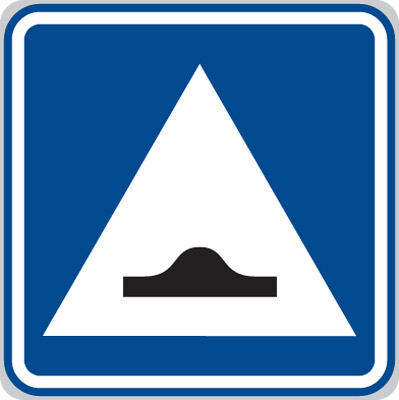
IP-2 Bremsschwelle
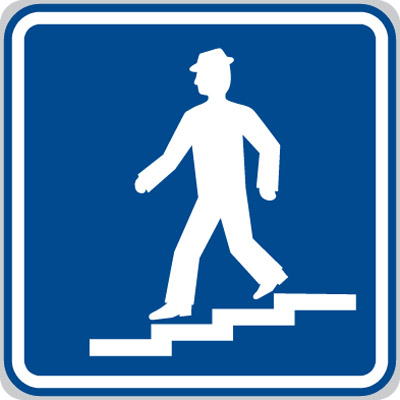
IP-3 Unter-/Überführung
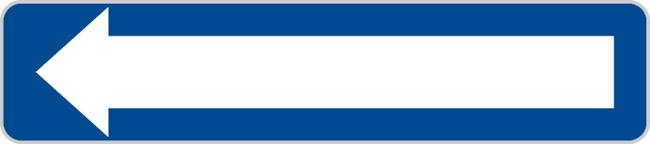
IP-4a Einbahn
IP-4b Einbahn
IP-5 Empfohlene Geschwindigkeit
IP-6 Fußgängerübergang
IP-7 Radfahrerüberfahrt
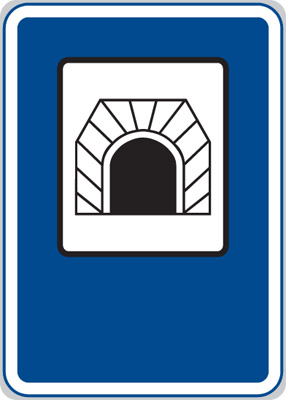
IP-8a Tunnel
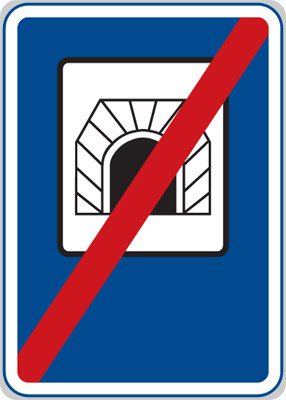
IP-8b Ende des Tunnels
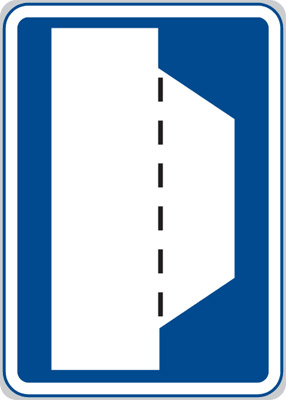
IP-9 Pannenbucht
IP-10a Sackgasse
IP-10b Kennzeichnung einer Sackgasse
IP-11a Parkplatz
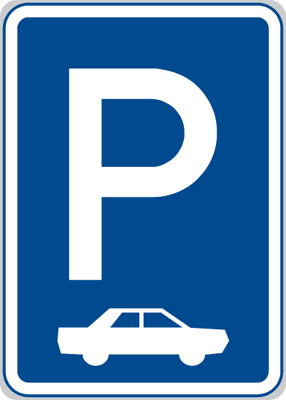
IP-11b Parkplatz (quer parken)
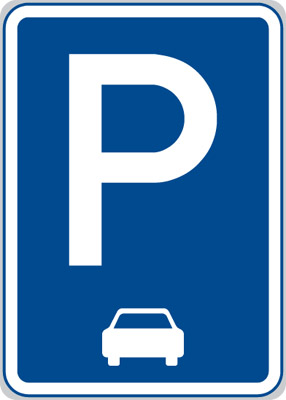
IP-11c Parkplatz (längs parken)
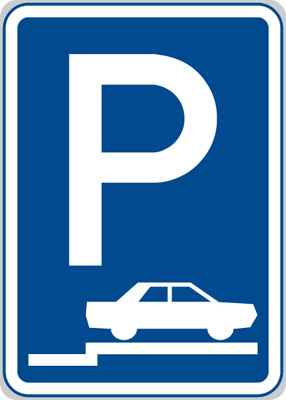
IP-11d Parkplatz (auf dem Gehweg, quer)
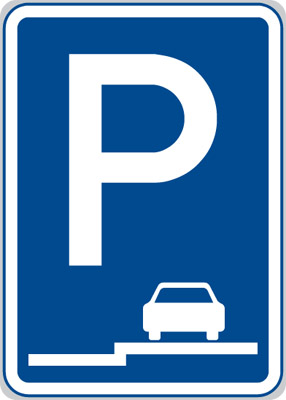
IP-11e Parkplatz (auf dem Gehweg, längs)
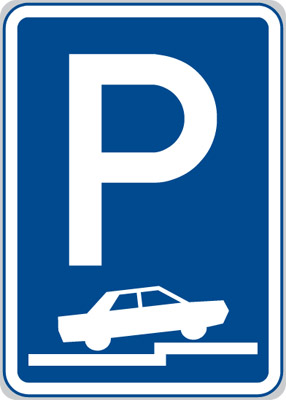
IP-11f Parkplatz (teilweise auf dem Gehweg, quer)
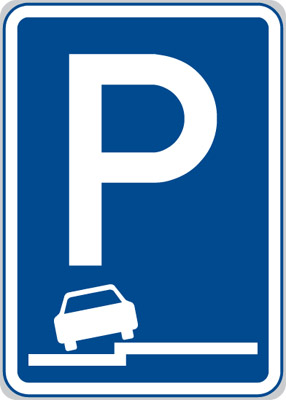
IP-11g Parkplatz (teilweise auf dem Gehweg, längs)
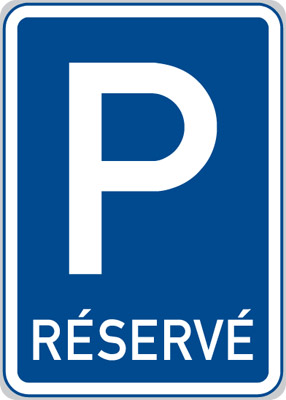
IP-12 reservierter Parkplatz
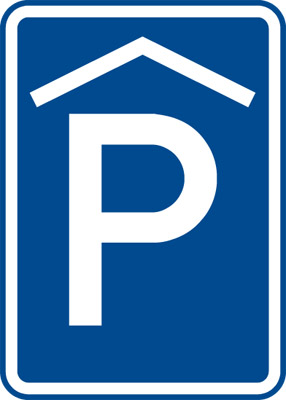
IP-13a überdachter Parkplatz
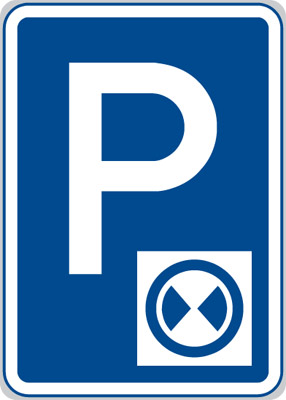
IP-13b Parkplatz mit Parkscheibe
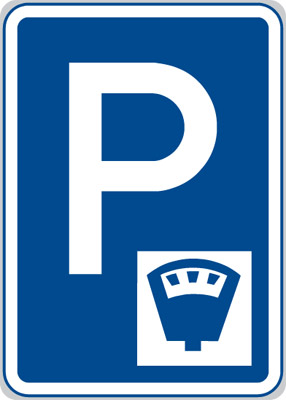
IP-13c Parkplatz mit Parkautomaten
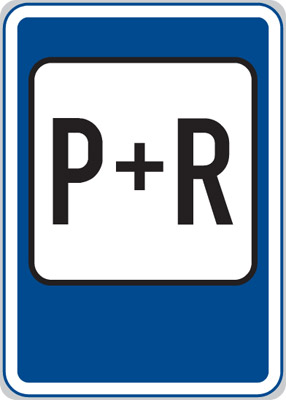
IP-13d Parkplatz P+R
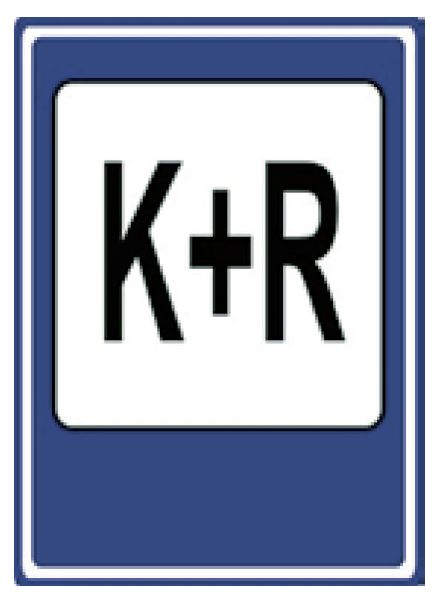
IP-13e Parkplatz K+R
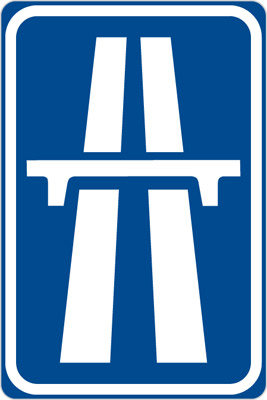
IP-14a Autobahn
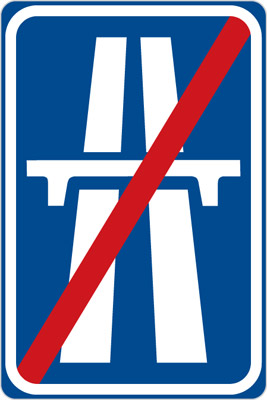
IP-14b Ende der Autobahn
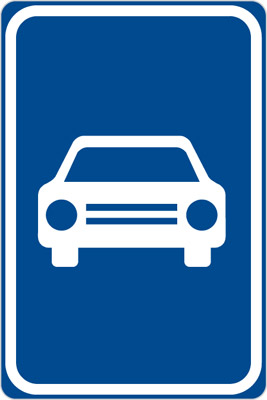
IP-15a Schnellstraße
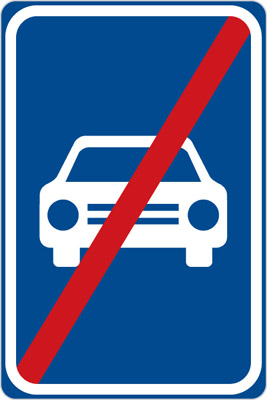
IP-15b Ende der Schnellstraße
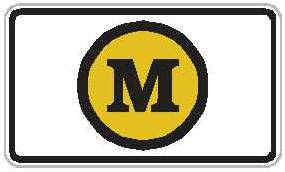
IP-15c Maut
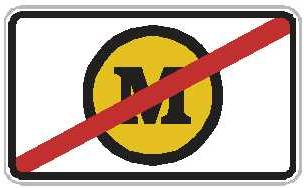
IP-15d Maut Ende
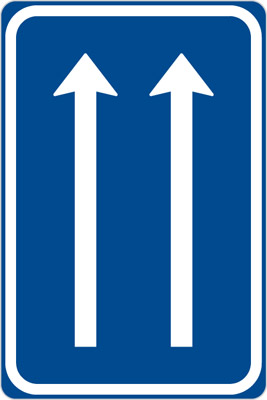
IP-16 Anordnung der Fahrstreifen
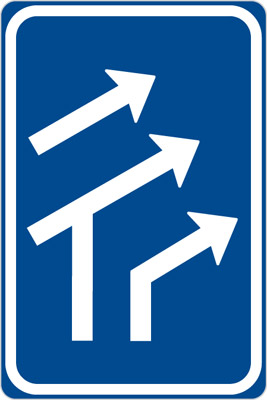
IP-17 Anordnung der Fahrstreifen
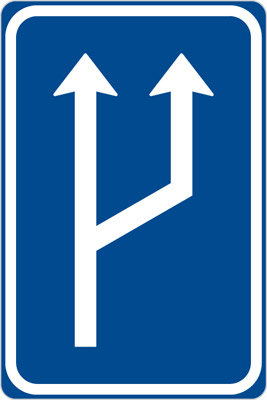
IP-18a Fahrstreifenerhöhung
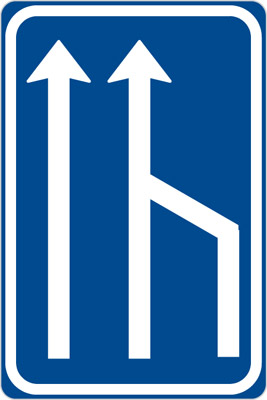
IP-18b Fahrstreifenverminderung
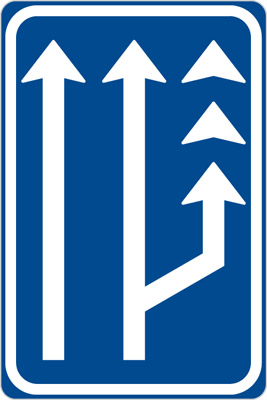
IP-18c Fahrstreifen für langsame Fahrzeuge
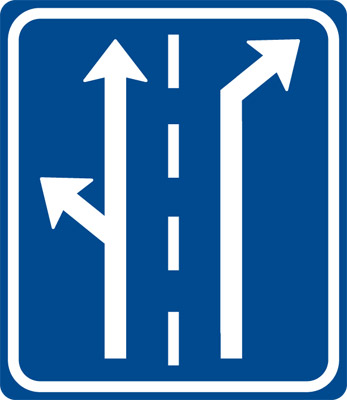
IP-19 Einordnen
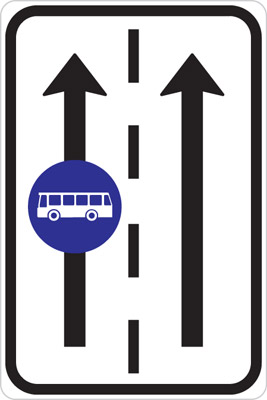
IP-20a Reservierter Fahrstreifen
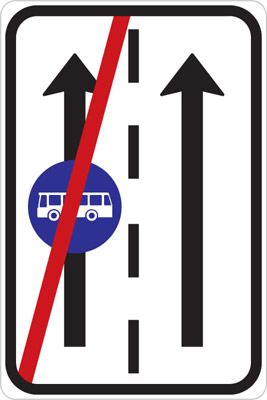
IP-20b Ende des reservierten Fahrstreifens
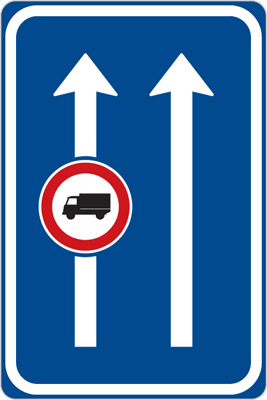
IP-21 Beschränkung auf einem Fahrstreifen
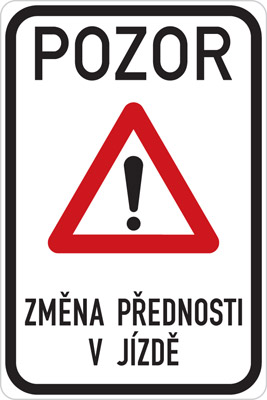
IP-22 Änderung der örtlichen Verkehrsregelung
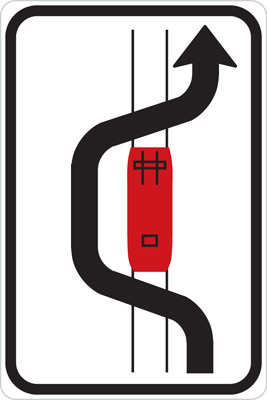
IP-23a Links an der Straßenbahn vorbeifahren
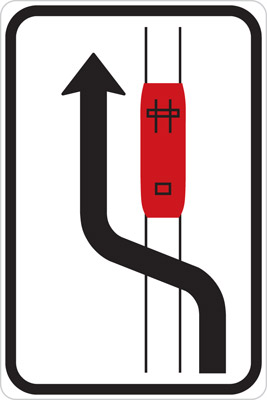
IP-23b Links der Straßenbahn entlang weiterfahren
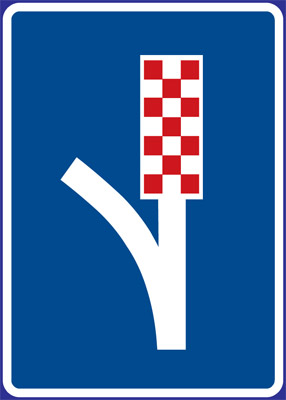
IP-24 Notfallspur
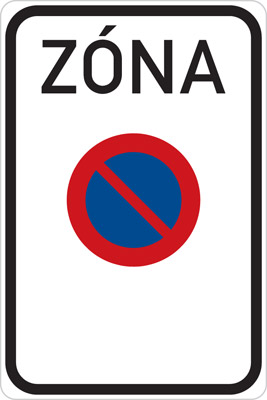
IP-25a Zone mit Verkehrsbeschränkung
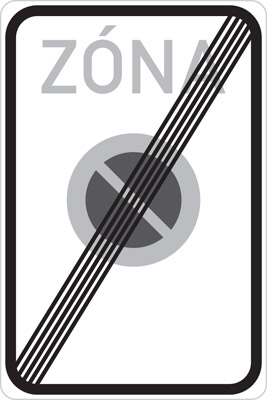
IP-25b Ende der Zone mit Verkehrsbeschränkung
IP-26a Wohnstraße
IP-26b Ende der Wohnstraße
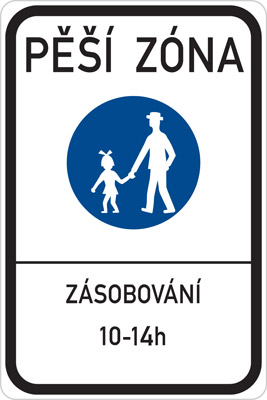
IP-27a Fußgängerzone
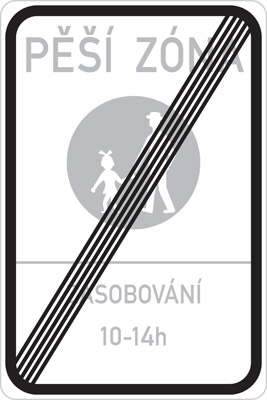
IP-27b Ende der Fußgängerzone
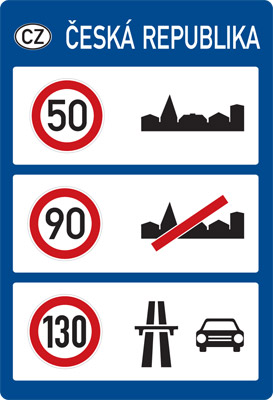
IP-28 Allgemeine Geschwindigkeitsbegrenzungen
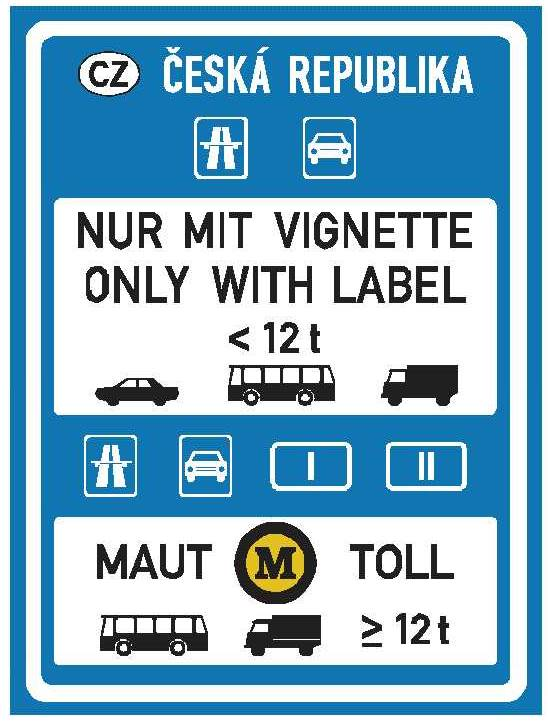
IP-28a Gebührenpflichtige Straßen
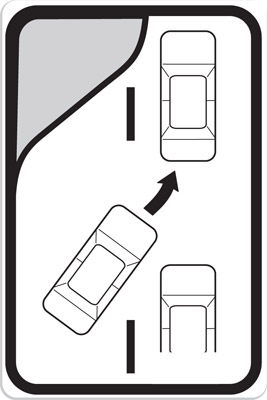
IP-29 Reißverschlussverfahren
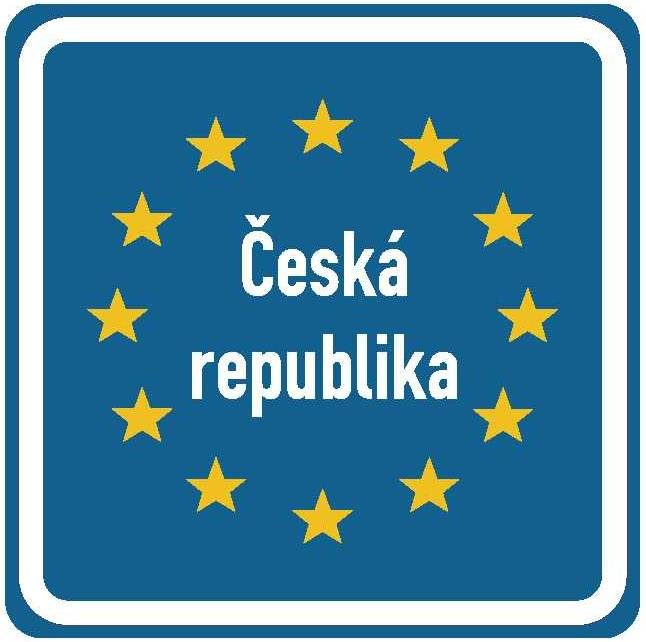
IP-30 Staatsgrenze
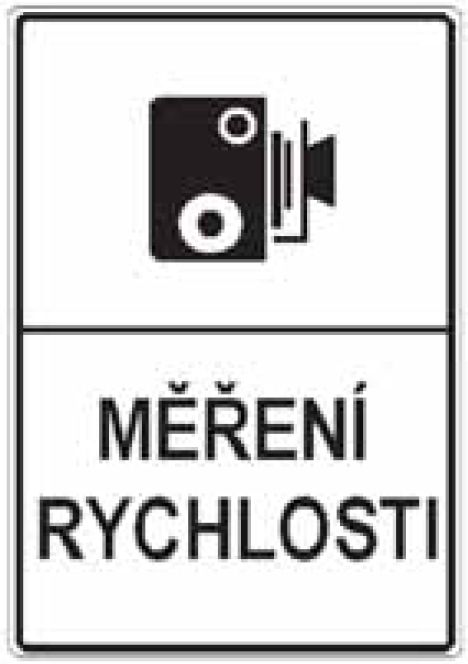
IP-31a Geschwindigkeitsmessung
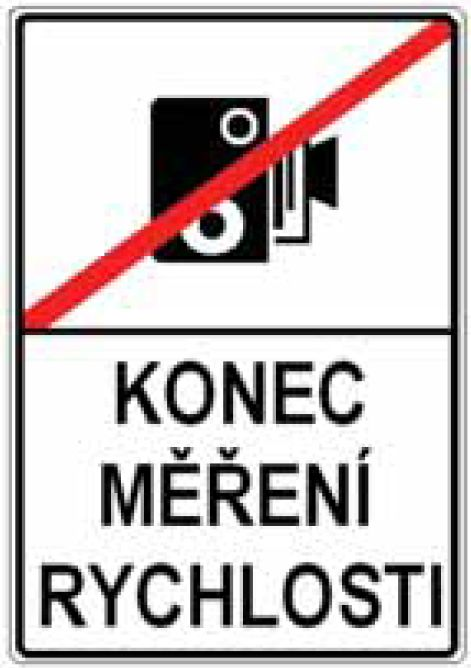
IP-31b Ende der Geschwindigkeitsmessung

### Wegweiser

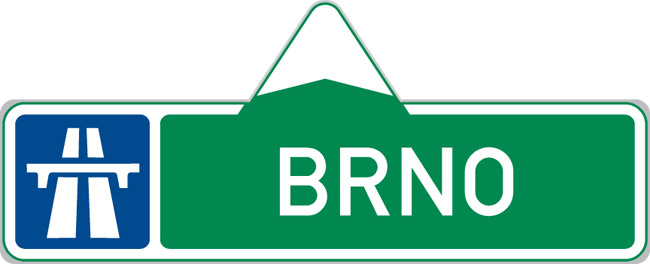
IS-1a Wegweiser zur Autobahn (1 Ziel)
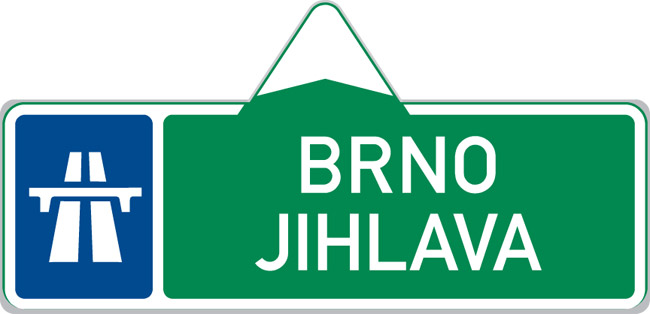
IS-1b Wegweiser zur Autobahn (2 Ziele)
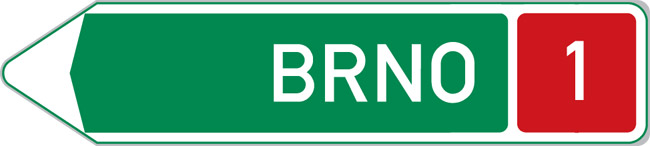
IS-1c Wegweiser zur Autobahn (1 Ziel)
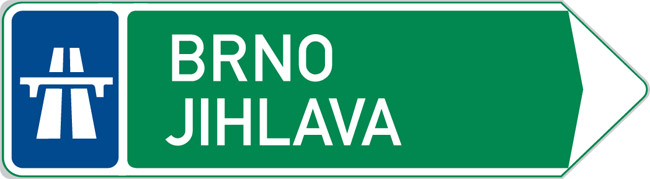
IS-1d Wegweiser zur Autobahn (2 Ziele)
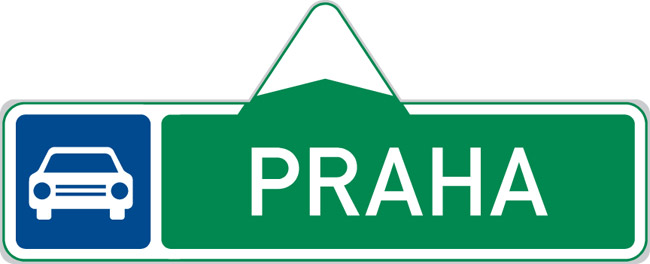
IS-2a Wegweiser zur Schnellstraße(1 Ziel)
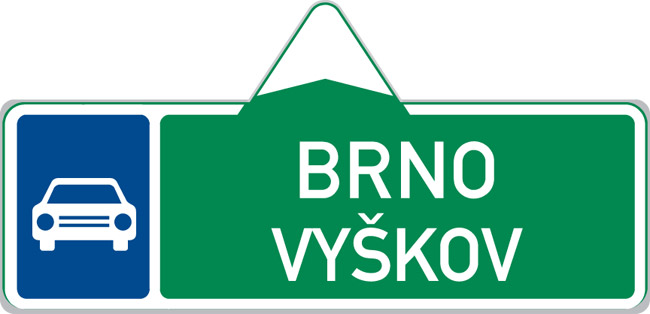
IS-2b Wegweiser zur Schnellstraße(2 Ziele)
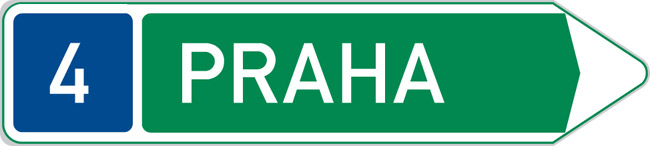
IS-2c Wegweiser zur Schnellstraße(1 Ziel)
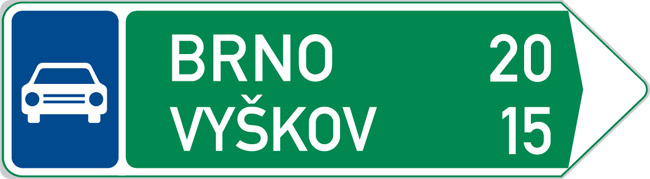
IS-2d Wegweiser zur Schnellstraße(2 Ziele)
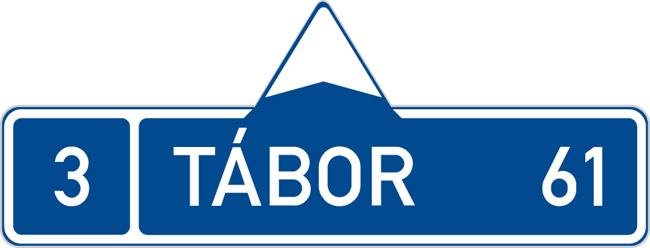
IS-3a Wegweiser (1 Ziel)
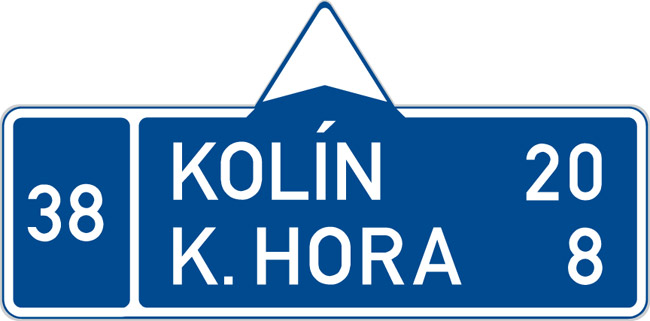
IS-3b Wegweiser (2 Ziele)
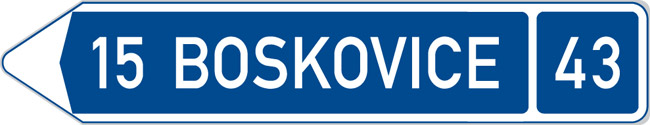
IS-3c Wegweiser (1 Ziel)
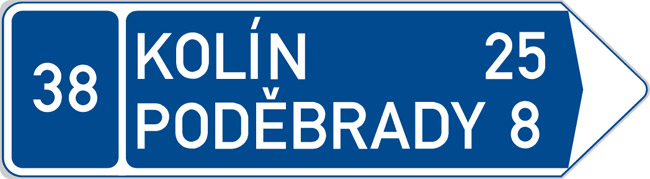
IS-3d Wegweiser (2 Ziele)
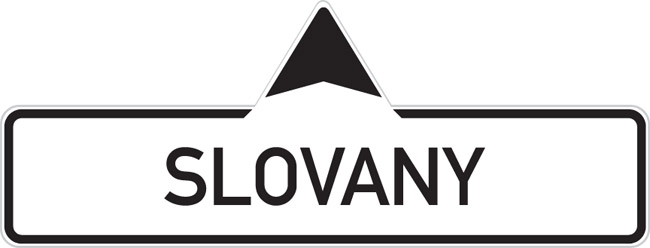
IS-4a Wegweiser (1 regionales Ziel)
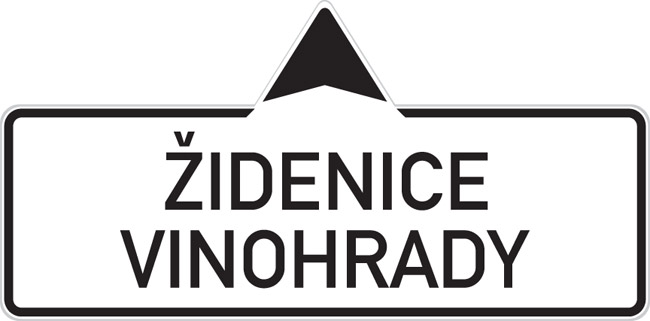
IS-4b Wegweiser (2 regionale Ziele)
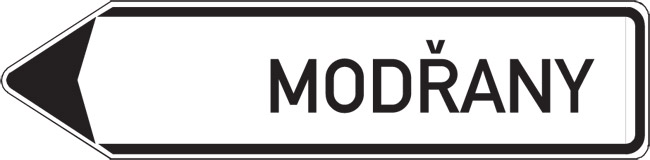
IS-4c Wegweiser (1 regionales Ziel)
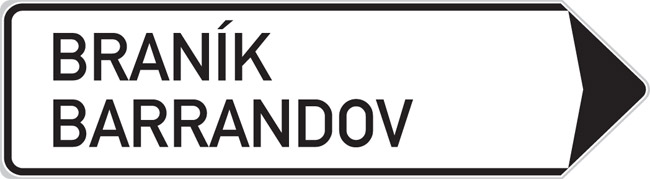
IS-4d Wegweiser (2 regionale Ziele)
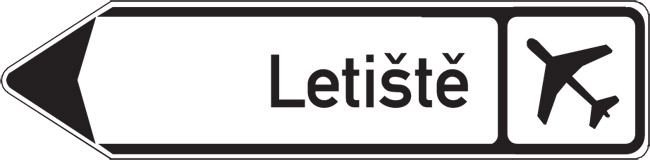
IS-5 Wegweiser zu bestimmtem Ziel (Flughafen)
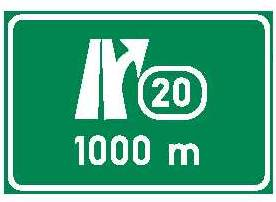
IS-6a Vorwegweiser Kreuzung (Abfahrt)
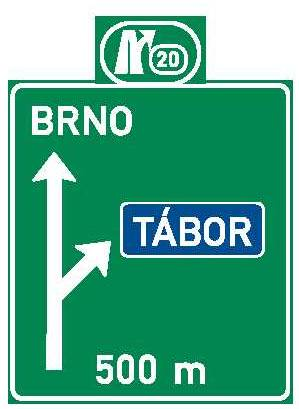
IS-6b Vorwegweiser Kreuzung (Abfahrt)
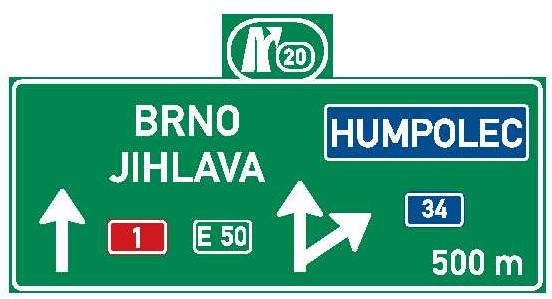
IS-6c Vorwegweiser Kreuzung
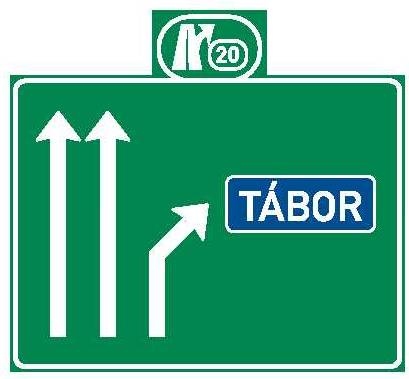
IS-6d Vorwegweiser Kreuzung (Fahrstreifen)
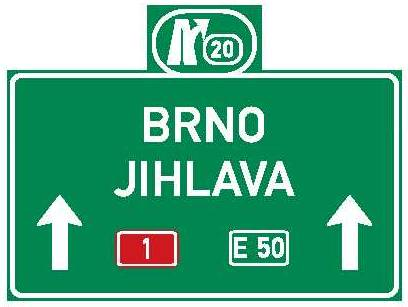
IS-6e Vorwegweiser Kreuzung (Abfahrt)
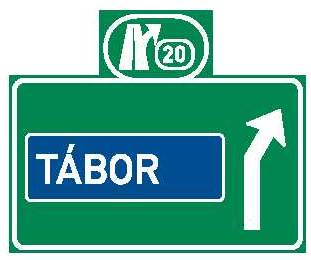
IS-6f Vorwegweiser Kreuzung (Abfahrt)
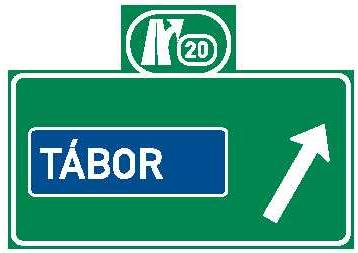
IS-6g Vorwegweiser Kreuzung (Abfahrt)
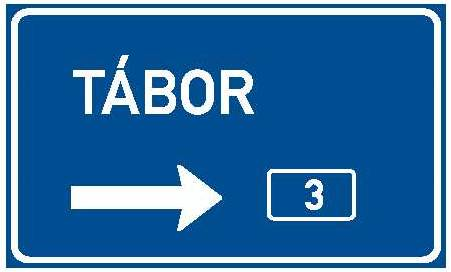
IS-7a Abfahrt
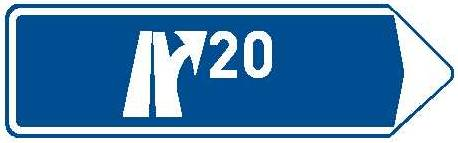
IS-7b Abfahrt
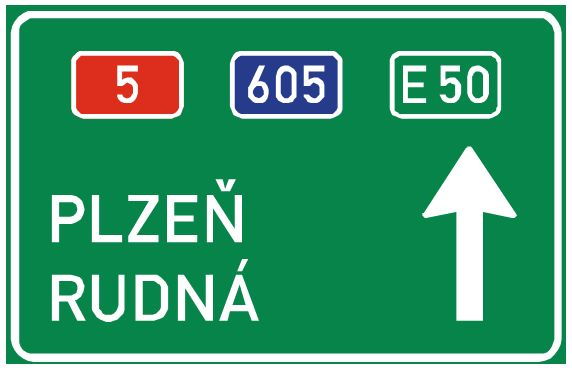
IS-8a Vorwegweiser
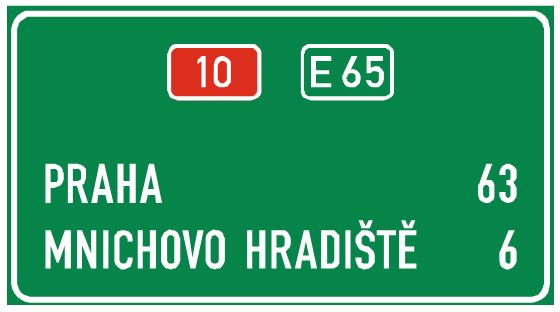
IS-8b Vorwegweiser (mit Entfernungen)
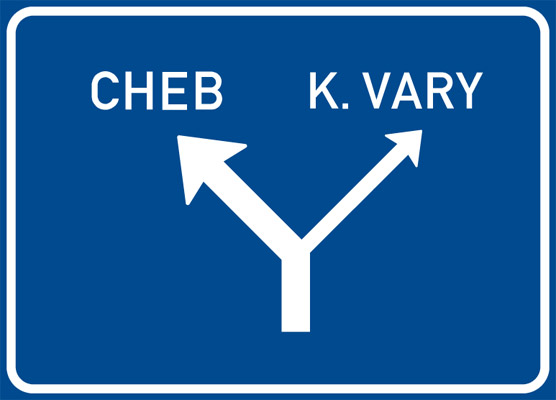
IS-9a Vorwegweiser Kreuzung
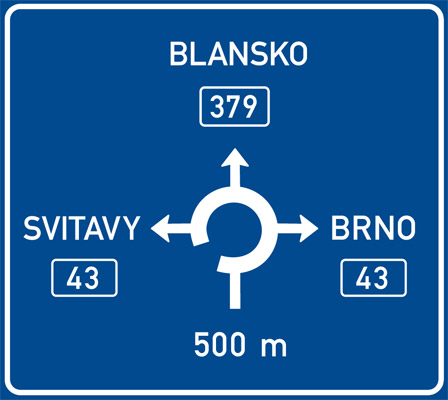
IS-9b Vorwegweiser Kreisverkehr
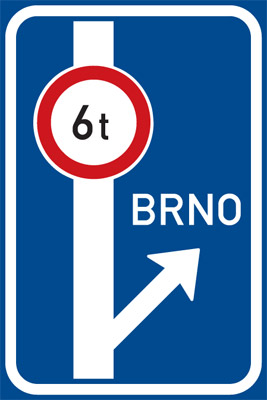
IS-9c Vorwegweiser Kreuzung (mit Beschränkung)
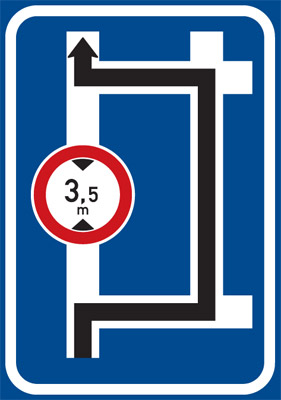
IS-9d Vorwegweiser Kreuzung (mit Beschränkung und Umfahrung)
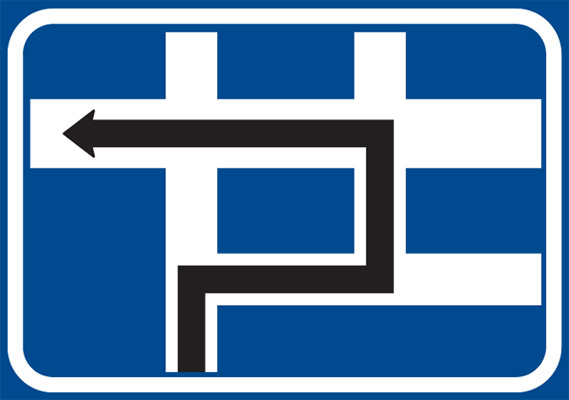
IS-9e Vorwegweiser Kreuzung (mit Umfahrung eines Abbiegeverbots)
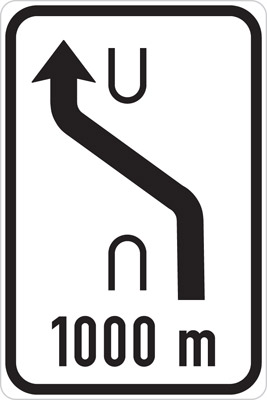
IS-10a Änderung der Fahrtrichtung
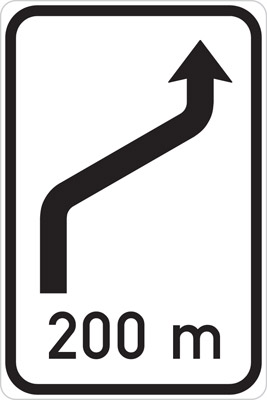
IS-10b Änderung der Fahrtrichtung
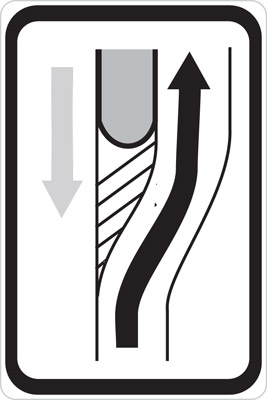
IS-10c Änderung der Fahrtrichtung
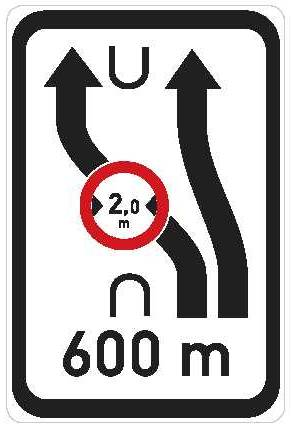
IS-10d Änderung der Fahrtrichtung (mit Beschränkung)
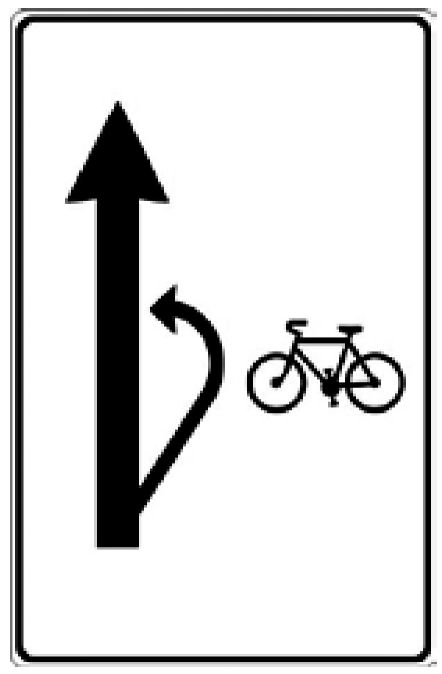
IS-10e Empfohlene Abbiegeart für Radfahrer
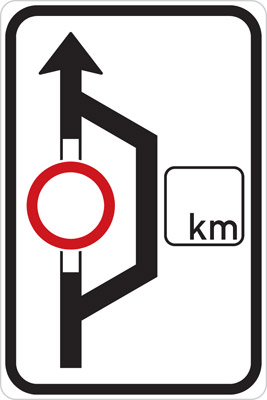
IS-11a Vorwegankündigung einer Umleitung
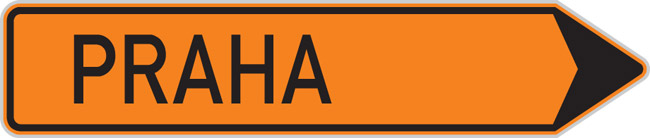
IS-11b Umleitung
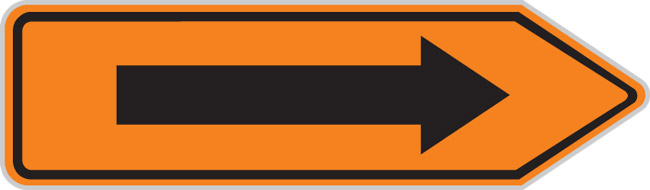
IS-11c Umleitung
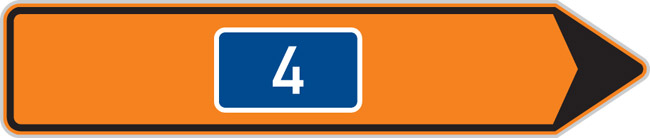
IS-11d Umleitung
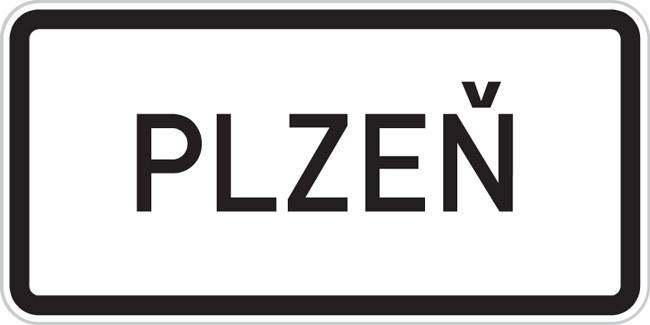
IS-12a Ortstafel (50 km/h)
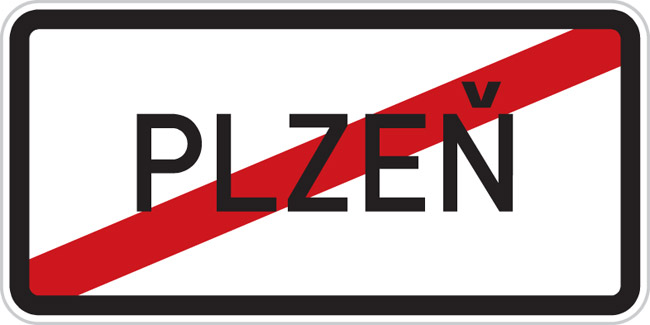
IS-12b Ortsende
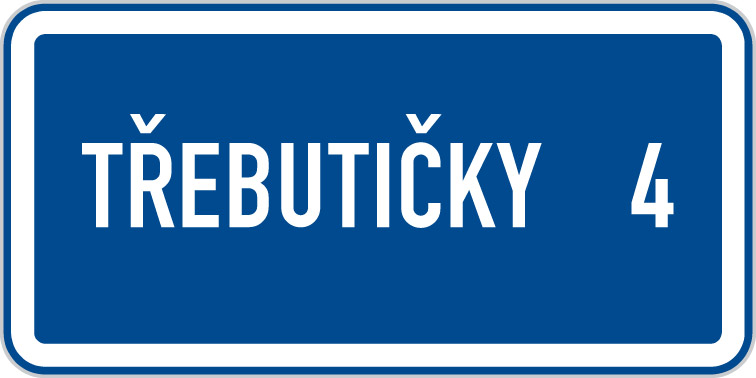
IS-13 Entfernungsanzeige
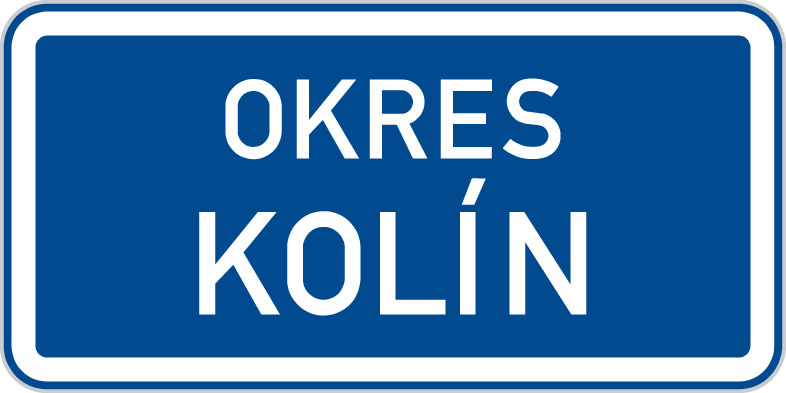
IS-14 Grenze einer Gebietseinheit (Bezirk, Kreis)
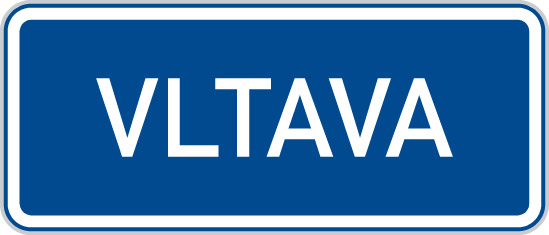
IS-15a Andere Bezeichnung (Fluss)
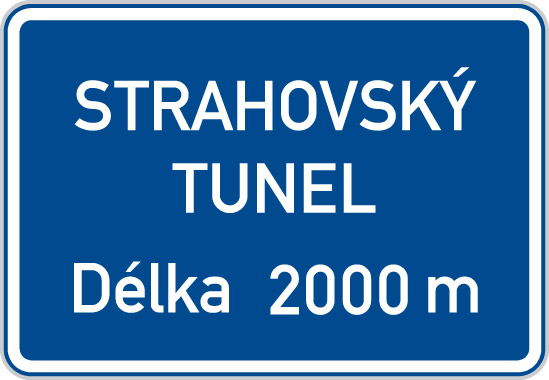
IS-15b Andere Bezeichnung (Tunnel)
IS-16a Autobahn
IS-16b Landstraße I. Klasse
IS-16c Landstraße II. Klasse
IS-16d Landstraße III. Klasse
IS-17 Europastraße
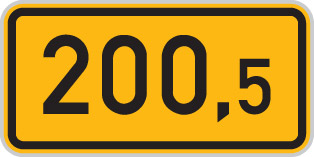
IS-18a Kilometerstein
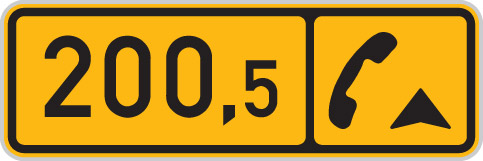
IS-18b Kilometerstein (mit Richtung der nächsten Notrufsäule)
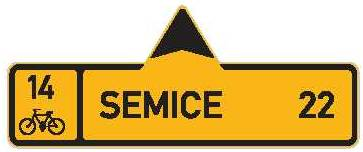
IS-19a Wegweiser für Radfahrer (1 Ziel)
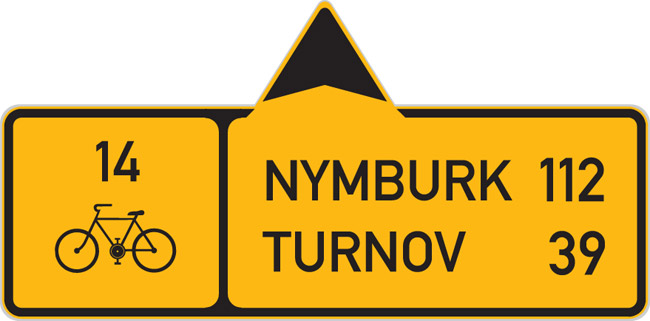
IS-19b Wegweiser für Radfahrer (2 Ziele)
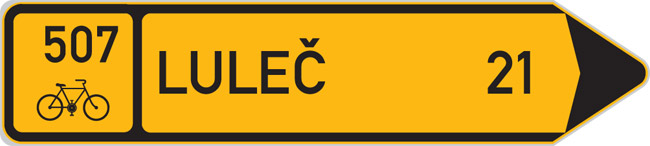
IS-19c Wegweiser für Radfahrer (1 Ziel)
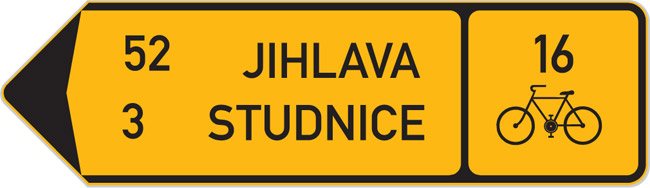
IS-19d Wegweiser für Radfahrer (2 Ziele)
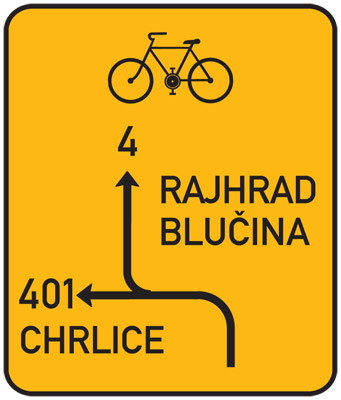
IS-20 Vorwegweiser für Radfahrer
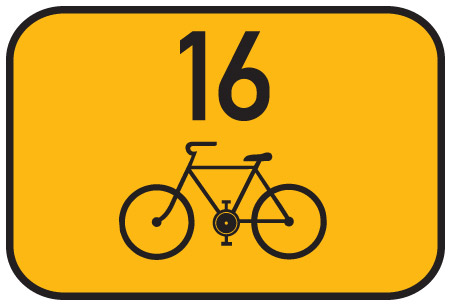
IS-21a Richtungsanzeige für Radfahrer
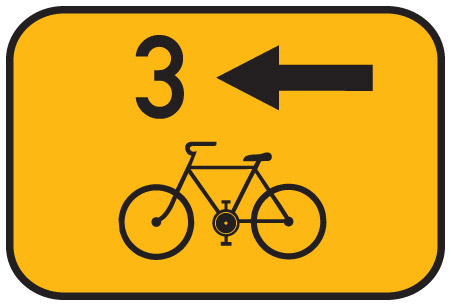
IS-21b Richtungsanzeige für Radfahrer
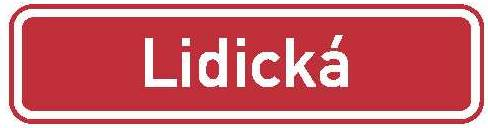
IS-22a Straßenschild
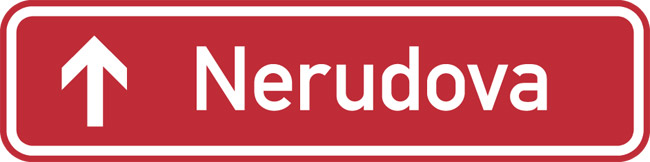
IS-22b Straßenschild
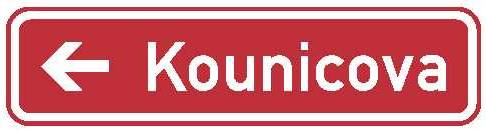
IS-22c Straßenschild
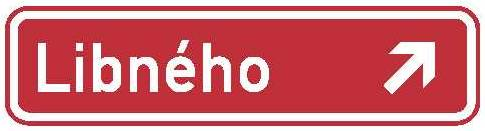
IS-22d Straßenschild
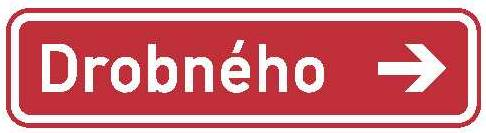
IS-22e Straßenschild
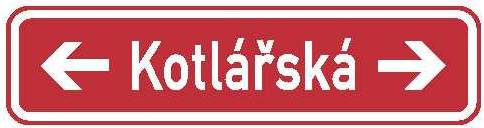
IS-22f Straßenschild
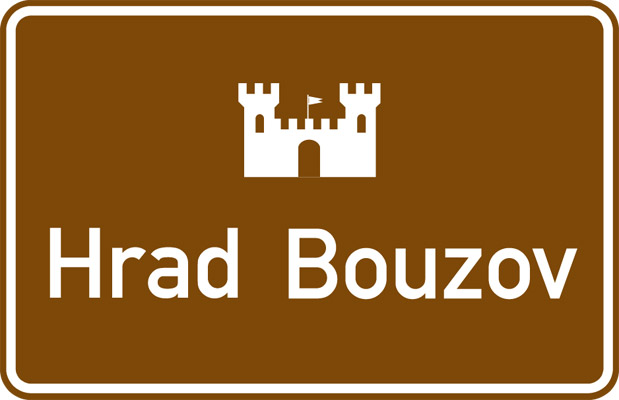
IS-23 Kulturelles oder touristisches Ziel (Burg)
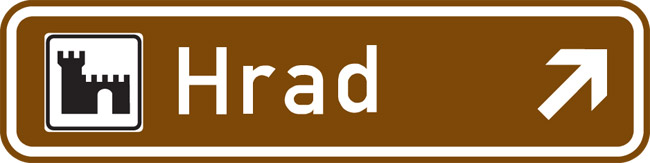
IS-24a Kulturelles oder touristisches Ziel
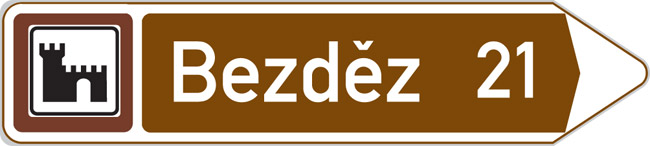
IS-24b Kulturelles oder touristisches Ziel
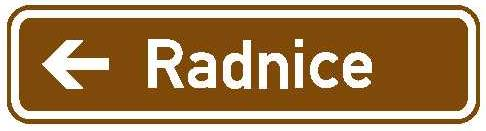
IS-24c Kommunales Ziel (Rathaus)

### Andere Hinweise

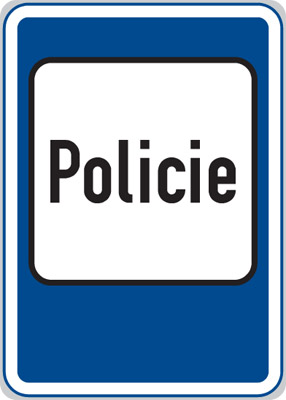
IJ-1 Polizei
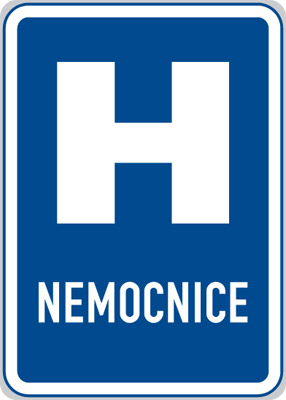
IJ-2 Krankenhaus
IJ-3 Erste Hilfe
IJ-4a Haltestelle
IJ-4b Haltestelle (Linienbusse)
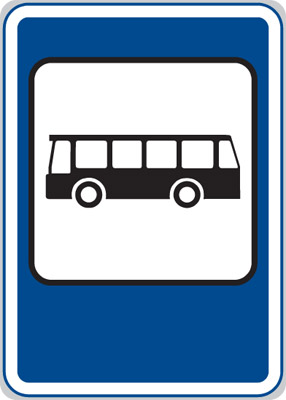
IJ-4c Bushaltestelle
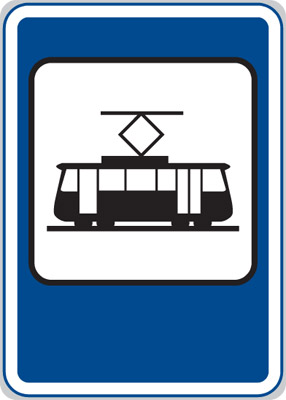
IJ-4d Straßenbahnhaltestelle
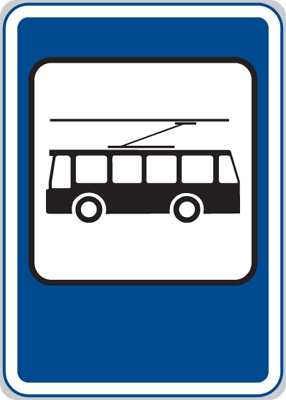
IJ-4e Haltestelle Oberleitungsbus
IJ-5 Informationsstelle
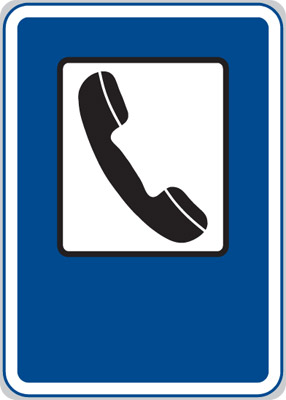
IJ-6 Fernsprecher
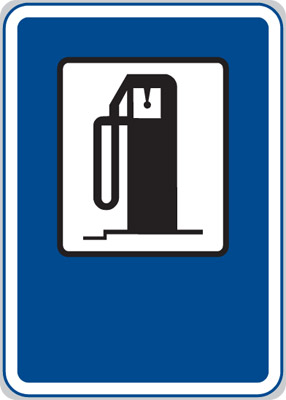
IJ-7 Tankstelle
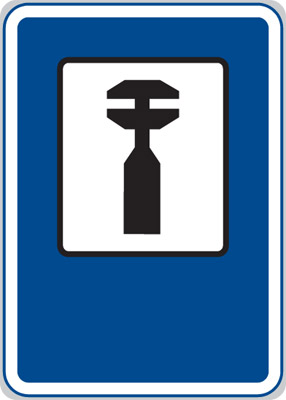
IJ-8 Pannenhilfe
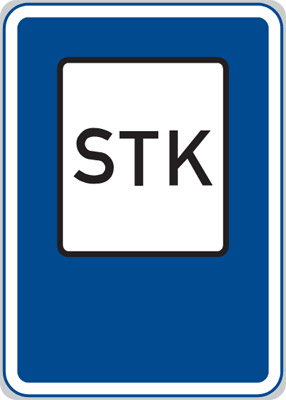
IJ-9 Technische Fahrzeugkontrolle
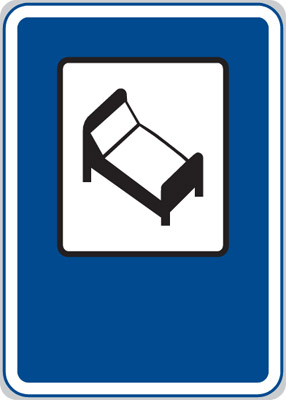
IJ-10 Autobahnhotel
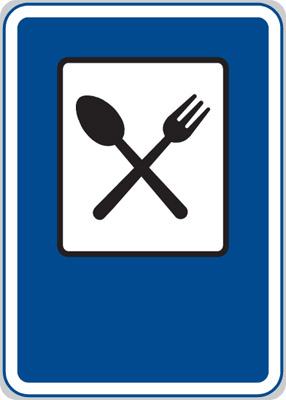
IJ-11a Autobahngasthaus
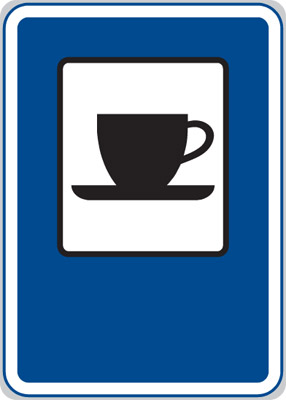
IJ-11b Autobahnkiosk
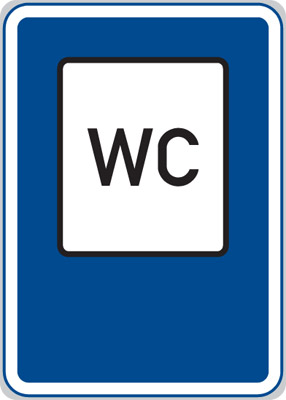
IJ-12 Toilette
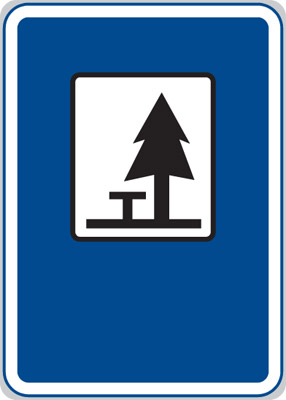
IJ-13 Rastplatz
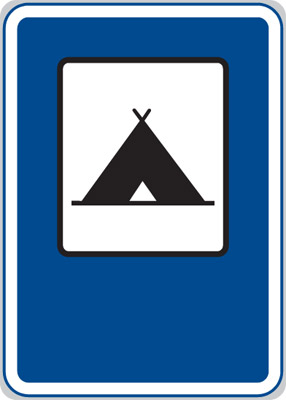
IJ-14a Zeltplatz
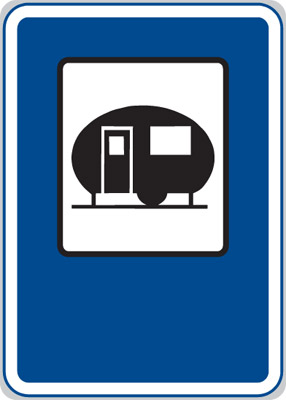
IJ-14b Campingplatz für Wohnwagen
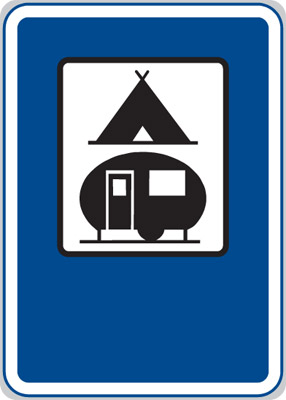
IJ-14c Zelt- und Wohnwagenplatz
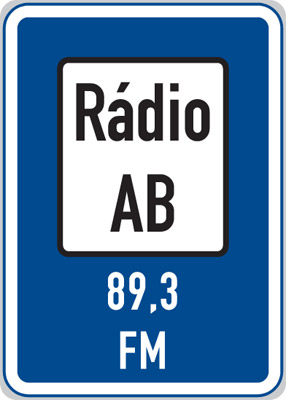
IJ-15 Verkehrsfunk